# Shippensburg (Pennsilvània)
Shippensburg és una població dels Estats Units a l'estat de Pennsilvània. Segons el cens del 2000 tenia 5.586 habitants.

## Demografia
Segons el cens del 2000, Shippensburg tenia 5.586 habitants, 2.397 habitatges, i 1.138 famílies. La densitat de població era de 1.067,7 habitants/km².
Dels 2.397 habitatges en un 20,9% hi vivien nens de menys de 18 anys, en un 34,5% hi vivien parelles casades, en un 9,9% dones solteres, i en un 52,5% no eren unitats familiars. En el 33,4% dels habitatges hi vivien persones soles el 15,1% de les quals corresponia a persones de 65 anys o més que vivien soles. El nombre mitjà de persones vivint en cada habitatge era de 2,32 i el nombre mitjà de persones que vivien en cada família era de 2,87.
Per edats la població es repartia de la següent manera: un 17,6% tenia menys de 18 anys, un 28,5% entre 18 i 24, un 21,8% entre 25 i 44, un 16,4% de 45 a 60 i un 15,6% 65 anys o més.
L'edat mediana era de 28 anys. Per cada 100 dones de 18 o més anys hi havia 82,5 homes.
La renda mediana per habitatge era de 27.660$ i la renda mediana per família de 39.896$. Els homes tenien una renda mediana de 29.387$ mentre que les dones 21.775$. La renda per capita de la població era de 14.816$. Entorn del 9,4% de les famílies i el 28,6% de la població estaven per davall del llindar de pobresa.

## Poblacions més properes
El següent diagrama mostra les poblacions més properes.